# Resultaat uit overige werkzaamheden
Resultaat uit overige werkzaamheden (ROW of RUOW) is in Nederland een onderdeel van het arbeidsinkomen, dat op zijn beurt onderdeel is van het inkomen in box 1. Het is het onderwerp van afdeling 3.4 van de Wet inkomstenbelasting 2001. Het is een restcategorie, voor inkomsten die niet onder een andere categorie in de wet vallen. In tegenstelling tot het voorgaande is bij sommige inkomensbestanddelen bepaald dat, hoewel ze in een andere categorie geplaatst kunnen worden, ze toch onder resultaat uit overige werkzaamheden vallen. Het resultaat kan hier ook een negatief bedrag zijn, omdat de kosten in een jaar de opbrengsten kunnen overschrijden. De betrokkene wordt wel een resultaatgenieter genoemd.

## Inkomsten uit arbeid
Onder ROW kan vaak de freelancer geplaatst worden, diegene die (volgens fiscale begrippen) geen onderneming drijft, maar wel een inkomen verkrijgt met zijn eigen werkzaamheden. In principe kan er gesproken worden over ROW als men inkomsten verkrijgt, maar deze niet onder loon of winst uit onderneming krijgt. Alsdan kan het echter nog moeilijk zijn of iets aangemerkt moet worden als resultaat uit een werkzaamheid.
Als eerste voorwaarde geldt dat er werkzaamheden voor deze opbrengsten verricht zijn (alhoewel deze gering mogen zijn). Het verkrijgen van een erfenis zal dus niet onder dit hoofdstuk vallen, omdat er geen arbeid voor verricht is. (De erfenis zou overigens wel belast worden met erfbelasting.)
Ten tweede moet er deelgenomen worden aan het economisch verkeer met de werkzaamheden, er moet dus als het ware naar buiten getreden worden. Onder 'buiten' verstaat men, binnen grenzen van redelijkheid, niet de familiare of vriendschappelijke sfeer. Het kweken van appels voor eigen gebruik, of het oppassen op de kinderen van een broer tegen een kleine kostendekkende vergoeding valt hier dus niet onder. Indien men echter door middel van een advertentie op daarvoor onbekende kinderen oppast en hiermee een vergoeding krijgt die men als beloning ervaart kan dit wel als ROW gezien worden.
Als derde voorwaarde geldt dat men het doel heeft met de werkzaamheid voordeel te behalen, en dit voordeel ook redelijkerwijs te verwachten is. Bij voorbaat vruchteloze werkzaamheden teneinde het inkomen in box 1 te verlagen vallen dus niet onder ROW. Iemand die een lot koopt en daar een prijs mee wint, valt niet onder deze categorie omdat dit voordeel niet redelijkerwijs te verwachten is.
Sinds 1 januari 2023 zijn digitale platformen vanuit de EU verplicht om als een verkoper meer dan 30 transacties verricht óf meer dan €2000 per jaar omzet heeft, dit aan de Belastingdienst te melden. Als met transacties structureel winst wordt gemaakt valt deze onder resultaat uit overige werkzaamheden (of winst uit onderneming). Als het gaat om het verkopen van oude spullen tegen een lagere prijs dan de aankoopprijs is dit uiteraard niet aan de orde.

## Normaal actief vermogensbeheer te buiten gaan
Tot het resultaat wordt ook gerekend het 'rendabel maken van vermogen op een wijze die normaal, actief vermogensbeheer te buiten gaat'. Hieronder vallen rendementen op het vermogen die het gangbare rendement te boven gaan en niet het resultaat van kans zijn. Dit kan bijvoorbeeld het opkopen van een vervallen pand en dit zelf opknappen en met een aanzienlijke winst verkopen. Specifiek wordt in het wetsartikel het 'uitponden van onroerende zaken' genoemd. Hierbij kan gedacht worden aan een groot pand opkopen en splitsen in appartementen, welke met een winst doorverkocht worden.

## Terbeschikkingstellingsregeling
De terbeschikkingstellingsregeling (tbs-regeling) poogt boxarbitrage (ook wel 'box-hoppen' genoemd) tegen te gaan. Een directeur-grootaandeelhouder zou bijvoorbeeld een in zijn bezit zijnd pand kunnen verhuren aan zijn onderneming tegen een hoge huur. De opbrengst zou bij hem in box 3 vallen en onbelast zijn, en de bv/nv zou de kosten mogen aftrekken van de winst. De Nederlandse wetgever heeft dit ook voorzien en bepaald dat dergelijke inkomsten in box 1 dienen te vallen.

## Lucratieve belangen
Per 1 januari 2009 is het begrip lucratieve belangen opgenomen in de wet als een resultaat uit overige werkzaamheid, om excessieve beloningen door middel van aandelen- en optiepakketten te kunnen belasten. Indien bepaalde aandelen, opties, rechten en vorderingen worden gehouden, en de voordelen uit deze aandelen een beloning vormen naar feiten en omstandigheden, worden deze voordelen belast als ROW.

## Bepaling van het resultaat en terbeschikkingstellingsvrijstelling
Het resultaat van een werkzaamheid wordt bepaald volgens de fiscale winstregels, dat wil zeggen volgens de regels waarop ook de winst uit een onderneming bepaald wordt. Dit geldt echter alleen voor de samenstelling van de winst, niet voor bijvoorbeeld de ondernemersaftrek of de MKB-winstvrijstelling. Per 2010 is de terbeschikkingstellingsvrijstelling ingevoerd (genoemd naar de terbeschikkingstelling, maar ook van toepassing op gewoon resultaat uit overige werkzaamheden), die 12% van het resultaat bedraagt. Dat percentage was gelijk aan de MKB-winstvrijstelling. Die laatste is per 2013 echter 14%. De vrijstelling is niet van toepassing op de situatie van het bovenmatig vermogensbeheer.
De maximering van het aftrektarief voor bepaalde grondslagverminderende posten is van toepassing op de terbeschikkingstellingsvrijstelling, mits het resultaat waar de vrijstelling op wordt toegepast positief is (vergelijk het rekenvoorbeeld op MKB-winstvrijstelling).